# Shilipu (köpinghuvudort i Kina, Hubei Sheng, lat 30,61, long 112,18)
Shilipu är en köpinghuvudort i Kina. Den ligger i provinsen Hubei, i den centrala delen av landet, omkring 200 kilometer väster om provinshuvudstaden Wuhan. Antalet invånare är 34 162. Befolkningen består av 16 849 kvinnor och 17 313 män. Barn under 15 år utgör 10,0 %, vuxna 15-64 år 80 %, och äldre över 65 år 9,0 %.
Runt Shilipu är det tätbefolkat, med 442 invånare per kvadratkilometer. Närmaste större samhälle är Jinan, 18,1 km söder om Shilipu. Trakten runt Shilipu består till största delen av jordbruksmark.
Genomsnittlig årsnederbörd är 1 107 millimeter. Den regnigaste månaden är maj, med i genomsnitt 159 mm nederbörd, och den torraste är december, med 14 mm nederbörd.